# Каменная Колыма
Каменная Колыма (Каменная протока или Каменный рукав) — протока, единственный судоходный рукав в устье Колымы (восточное устье). Длина 50 км, ширина местами до 20 км, глубина до 9 м. Вместе с двумя другими устьями — Походская Колыма и Чукочья — составляет дельту, ширина которой не менее 75 километров в основании.

## География
В системе рукавов и островов колымского устья берёт начало между островом Мархаяновским (слева) и островом Таловым (справа), ниже которого принимает в себя протоку Филипповскую. Там же, на правом берегу, напротив южной оконечности острова Мархаяновского расположен населённый пункт Петушки. Ближе к левому берегу, у северной оконечности острова Мархаяновского в акватории протоки располагаются острова Утиный Клюв и Гусиный.
За ответвляющейся на запад протокой Поперечной начинается остров Каменка на левом берегу, на правом берегу напротив Каменки располагается остров Кабачковский и заходящая за него протока Кабачковская. В акватории между Каменкой и Кабачковским располагаются острова Японский и Малый Кабачковский. Ниже впадения протоки Кабачковской на правобережье расположен населённый пункт Крутая Дресва.
Текущей в северном направлении протокой Селивановской Каменка отделена от следующего острова левобережья под названием ГУСМП, в южной части которого расположен населённый пункт Михалкино. В акватории протоки между южной частью острова ГУСМПа и правым берегом находятся острова Аспидный, Пароходный и Михайловский (напротив Михалкина).
Акватория ниже по течению, между ГУСМПом и уходящим на восток продолжением правого берега, в которой находятся острова Сухарный, Лычкановский, Долгий и др., относится уже к Восточно-Сибирскому Морю.